# Black Mamba (revue)
Pour les articles homonymes, voir Black Mamba.
Black Mamba est une revue française consacrée aux littératures de l'imaginaire. Elle est sous-titrée « la revue 100% pulp » .

## Description du contenu
Black Mamba est une revue des littératures Pulp.
Elle publie des nouvelles et des bandes-dessinées. Y sont présentes des histoires exclusives produites autant par de grands noms de la littérature de genre que par de nouvelles plumes, dans les genres variés, fantastique, science-fiction, policier, historique, cyberpunk, fantasy, horreur et aventure.
L’ensemble est agrémenté d’illustrations dynamiques produites par des dessinateurs de talent qui y sont valorisés. La revue s’ouvre également sur un cahier d’actualités, avec des dossiers, portraits, interviews et chroniques sur le paysage de l’imaginaire francophone...
Les collaborateurs y sont majoritairement francophones.

## Historique
Fondée en 2005 par Laurent Girardon et Hernan Carricaburu, éditée par les éditions Céléphaïs, Black Mamba est la seule revue en France à réunir nouvelles illustrées et bandes dessinées au sein d’un même support.

## Fiche technique
- Éditeur : Laurent Girardon et Hernan Carricaburu
- Format : 24 x 16 cm ;
- Nombre de pages : environ 100 (variable) ;
- Type de papier : couverture en carton souple, intérieur brillant ;
- Impression : couverture couleur quadri, intérieur couleur ;
- Périodicité : trimestrielle ;
- Numéro 1 : printemps 2005 ;
- Plus en activité.

## Collaborateurs

### Écrivains
- Xavier Dollo ;
- Yves-Daniel Crouzet ;
- Neil Gaiman ;
- Karim Berrouka ;
- Ludovic Lavaissière ;
- Edgar Allan Poe ;
- Sire Cédric ;
- Franck Ferric ;
- Jonas Lenn ;
- Simon Sanahujas ;
- Laurent Fétis ;
- Didier Daeninckx ;
- Marin Ledun ;
- Jacques Lamontagne ;
- Benjamin Leduc ;
- Timothée Rey ;
- Santiago Eximeno ;
- Paul S. Kemp ;
- Freddy Cash ;
- Johan Heliot ;
- Gilles Bergal.

### Illustrateurs
- Caza ;
- Jean-Claude Claeys ;
- Paul Salomone.